# Virus Bulletin

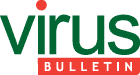
Virus Bulletin的雜誌封面

Virus Bulletin是一个关于流氓软件与垃圾邮件防护、侦测以及移除的杂志。它经常给出一些关于最新病毒威胁的分析，发表探索反病毒领域的最新进展，采访反病毒的专家，并且评估现存的反病毒产品。